# Nǎi Nai & Wài Pó
Nǎi Nai & Wài Pó ist ein US-amerikanischer Kurz-Dokumentarfilm von Sean Wang aus dem Jahr 2023.

## Handlung
Der Dokumentarfilm folgt dem alltäglichen Leben der beiden Großmütter des Regisseurs Sean Wang: der 83-jährigen Chang Li Hua (Großmutter mütterlicherseits, Wài Pó) und der 94-jährigen Yi Yan Fuei (Großmutter väterlicherseits, Nǎi Nai). Die beiden leben zusammen, schlafen in einem Bett und kümmern sich umeinander.

## Hintergrund
Nǎi Nai & Wài Pó wurde im Frühjahr 2021 in der Bay Area zu einem Zeitpunkt gedreht, als aufgrund der Corona-Pandemie Hassverbrechen gegen Asiaten zunahmen. Wang verbrachte zu diesem Zeitpunkt einige Monate bei seinen Großmüttern und beobachtete sie in ihrem alltäglichen Leben, was er sehr genoss, da sie unter anderem auch gerne tanzten und albern waren. Diese reinen Emotionen von Glück und Freude sowie Humor und Slapstick standen für Wang im starken Gegensatz zu den vielen anti-asiatischen Hassverbrechen, die zu dieser Zeit in den USA stattfanden, besonders in der Bay Area, aus der Wang stammt.

## Veröffentlichung
Nǎi Nai & Wài Pó feierte seine Premiere beim South by Southwest Film Festival, wo es sowohl den Grand Jury als auch den Audience Award für Dokumentarkurzfilme gewann. Der Film wurde von Disney für die Ausstrahlung bei Disney+ und Hulu erworben, wo er seit dem 9. Februar 2024 abrufbar ist.
Bei der Oscarverleihung 2024 erhielt Nǎi Nai & Wài Pó eine Nominierung in der Kategorie Bester Dokumentar-Kurzfilm.